# ドラマストリート (青森テレビ)
ドラマストリートは、1996年より、青森テレビで月曜日から木曜日の午後に放送していたドラマの再放送枠である。

## 概要
同時間帯は、1996年5月までは時代劇の再放送枠とキー局TBSテレビのワイドショー枠（当時「スーパーワイド」）であったが、TBSビデオ問題発覚に伴う打ち切りで設けられた枠である（TBSテレビでもしばらくは再放送枠だった）。また、それ以前にも平日14時台にドラマ枠があり、実質的には名称がついたことになる（タイムテーブルのみで、番組内での表記はなし）。
『ひるおび』の午前枠ネット開始による編成変更で、本枠の午前枠（I枠）は廃枠となった。
『わっち!!』の月曜 - 木曜の放送時間拡大による編成変更で、2022年9月をもって廃枠となった。

## 現在の放送時間
- 月曜日 - 木曜日 14:25 - 15:20（2021年4月5日から9月22日まで）
- 月曜日 - 木曜日 13:55 - 14:52（2021年9月27日から2022年9月29日まで）
- ドラマの初回放送や最終回での放送時間拡大や作品によっては、終了時間が変更される場合がある。このため、2010年3月まで後に放送されていた「ATVニュースロータリー」も放送時間の変更あるいは休止の措置を採った。
- 枠が午前と午後に分割された2015年4月以降、旧来の「2話連続放送」や「放送時間拡大時」の対応時は、「Ⅰ」枠では、前後編の分割放送で対応した。残置となった旧「Ⅱ」枠では、引き続き放送枠延長で対応していた。

### 過去の放送時間
- ?〜2009年3月 - 月曜日 - 金曜日 14:00 - 15:50
- 2009年4月〜7月16日 - 月曜日 - 木曜日 13:55 - 15:50
- 2009年7月20日〜9月24日 - 月曜日 - 木曜日 13:53 - 15:45
- 2009年9月28日〜2010年9月24日 - 月曜日 - 木曜日 13:55 - 15:45、金曜日 14:55 - 15:50
- 2010年9月27日〜2015年3月27日 - 月曜日 - 金曜日 13:55 - 15:45
  - なお、2009年4月〜2010年9月の金曜日の放送時間は変更はなかった。これは金曜日にTBS系全国ネット番組が放送されていたためである[1]。
- 2015年3月30日〜2017年3月31日 - 月曜日 - 金曜日 10:00 - 10:55、13:55 - 14:50
- 2017年4月3日〜2019年3月28日 - 月曜日 - 木曜日 13:55 - 14:50
- 2019年4月2日〜2020年9月25日 - 月曜日 - 金曜日 14:00 - 14:55
- 2020年9月28日〜2020年12月25日 - 月曜日 - 木曜日 14:00 - 14:55、金曜日 14:55 - 15:50
- 2021年1月4日〜2021年4月1日 - 月曜日 - 木曜日 13:58 - 14:55
  - 10:00 - 10:55には、「ドラマストリートI」（ドラマストリートワン）の枠名で、基本的にTBS制作ドラマの再放送か韓国ドラマを放送していた。
  - 次枠の13:55 - 14:50には、「ドラマストリートII」（ドラマストリートツー）の枠名で、基本的にフジテレビ（もしくは関西テレビ）制作ドラマを放送していた（再放送作品もあり）。
  - ただし、編成の都合等で、“I枠”でTBSドラマを、“II枠”でフジテレビ（もしくは関西テレビ）制作のドラマを放送する場合があった。

## その他
- 当枠などで放送されたドラマ（TBS系･フジテレビ系）が映画化された場合、映画の上映前にそのドラマを当枠で再放送（又は再々放送）される作品があった[2]。
- また、2008年2月16日と17日にのだめカンタービレ「新春スペシャル in ヨーロッパ」[3]を放送した関係で、その前の1月下旬から2月上旬にドラマの再放送を実施した。
- 2014年より一部のフジ系制作の連ドラでは文字多重放送を実施している。